# Андре, Кароль
Каро́ль Андре́ (фр. Carole André; род. 11 марта 1953, Париж) — французская актриса.

## Биография
Дочь киноактрисы Габи Андре, Кароль пришла в мир кино ещё подростком. Первая заметная роль — Анна в спагетти-вестерне Серджо Соллимы «Лицом к лицу» (1967). Самая известная роль — британская леди Марианна, прозванная Жемчужиной Лабуана, в итальянском телесериале «Сандокан — Тигр Семи морей» (1976), поставленном также Серджо Соллимой.
До 1991 года она появилась в 40 фильмах и телепостановках, как правило, исполняя роли женщин, достаточно красивых, чтобы быть спасёнными главным героем фильма. Затем на экране практически не появлялась. В 2007 году появилась в двух эпизодах сериала «Un medico in famiglia» в качестве «приглашённой звезды».
В интервью телеведущему Гиги Mарзулло, в передаче Sottovoce, актриса рассказала, что получила диплом архитектора, специализирующегося на садах. Также занимается организацией мероприятий под торговой маркой «Smith & Wendy». Профессионально занималась плаванием, показывала отличные результаты.

## Фильмография

### Кино
- Лицом к лицу Серджо Соллима, (1967)
- Quarta parete (1969)
- Le lis de la mer (1969)
- Togli le gambe dal parabrezza (1969)
- Диллинджер мёртв (1969)
- Сатирикон Федерико Феллини, (1969)
- H2S (1969)
- Toh, è morta la nonna! Марио Моничелли, (1969)
- Con lui cavalca la morte Джузеппе Вари, (1970)
- I tulipani di Haarlem Франко Брусати, (1970)
- Il fascino sottile della perversione (Mont-Dragon) (1970)
- Окровавленная бабочка Дуччо Тессари, (1971)
- Смерть в Венеции Лукино Висконти, (1971)
- Violentata sulla sabbia (1971)
- Don Camillo e i giovani d’oggi (1972)
- Mordi e fuggi Дино Ризи, (1973)
- День ярости (1973)
- Ci risiamo, vero Provvidenza? Альберто де Мартино, (1973)
- Zanna Bianca (1973)
- Giovannino (1976)
- La madama (1976)
- Sandokan (parte prima) (1976)
- Sandokan (parte seconda) (1976)
- Il colpaccio (1976)
- Quelli della calibro 38 (1976)
- Il corsaro nero (1976)
- Return of the Saint (1978)
- Incontro con gli umanoidi (Encuentro en el abismo) Тотнино Риччи, (1979)
- Voltati Eugenio (1980)
- Febbre a 40 (1980)
- Bello di mamma (1980)
- L'assassino ha le ore contate (1981)
- Vuoto di memoria (1983)
- Il mondo di Yor (1983)
- La ragazza dell'addio (1984)
- I racconti del maresciallo (1984)
- Razza violenta (1984)
- Il maestro del terrore (1988)
- Non basta una vita (1988)
- David e David (1989)
- Solo — мини-сериал (1989)
- Génération oxygène (1991)

### Телевидение
- Сандокан Серджо Соллима (1976)
- Un medico in famiglia 5 (2007)